# Vlammen (boek)
Vlammen is het tweede deel uit De Hongerspelentrilogie van de Amerikaanse schrijfster Suzanne Collins. Het is het vervolg op De Hongerspelen. De oorspronkelijke titel is Catching Fire. Het derde deel heet Spotgaai.

## Korte inhoud
Katniss Everdeen en Peeta Mellark hebben de Hongerspelen gewonnen. Ze denken dat ze nu veilig zijn, maar ze zijn allesbehalve veilig. Katniss Everdeen krijgt de schuld van de opstand die door Panem raast. President Snow zegt dat het allemaal komt door de bessen die zij tevoorschijn haalde. Ze zal worden gestraft. Als Katniss op een dag langs het gerechtsgebouw loopt, hangt Gale aan de schandpaal met zijn armen. Hij krijgt zweepslagen. Katniss Everdeen vindt alles te zwaar worden. Peeta en Katniss gedragen zich afstandelijk tegenover elkaar, alsof ze nooit verliefd zijn geweest. En dan is er nog de zegetoer. In district 11 vindt een schietpartij plaats, nadat Katniss en Peeta het podium hebben verlaten. In het Capitool komt de nieuwe spelmaker naar Katniss toe. Hij vertelt dat de spelen dit jaar heel spectaculair worden. Het is iets waar Katniss niet over na wil denken, ze wil niet denken dat ze een mentor van het meisje zal worden. Later die tijd wordt aangekondigd dat Peeta en Katniss gaan trouwen, na een programma over "de bruidsjurken" vindt een capitooluitzending plaats. President Snow komt op en vertelt wat voor iets deze kwartskwelling van de spelen hen zal brengen: "Bij het 75-jarig jubileum zullen, om de rebellen er aan te herinneren dat zelfs hun sterkste mensen niet zijn opgewassen tegen het Capitool, de mannelijke en vrouwelijke tributen gekozen worden uit eerdere winnaars." Katniss is in shock, en snapt wat dit betekent voor haar, er heeft maar één vrouwelijke tribuut uit 12 gewonnen en dat is zij. Ze moet terug de arena in.
In een vreselijke arena gaan Peeta, Katniss en hun bondgenoten de strijd aan om te overleven.

## Voorloper en vervolg
De Hongerspelen, het eerste deel, speelt zich een half jaar tot een jaar vóór de gebeurtenissen in Vlammen af. Dit tweede deel eindigt met een cliffhanger. Het derde deel heet Spotgaai.